# Hauptstraße (Merkendorf)
Die Hauptstraße ist eine Straße in der Stadt Merkendorf im Fränkischen Seenland (Mittelfranken).

## Verlauf
Die Hauptstraße verläuft von Nord nach Süd durch die Altstadt und die Vorstadt.
Sie beginnt am Oberen Tor. In der Mitte der Altstadt weitet sich die Hauptstraße zum Marktplatz.
Nach dem Unteren Tor verläuft die Hauptstraße in der Vorstadt als Teil der Staatsstraße 2220 bis zur Bundesstraße 13. Nach der Querung der B 13  führt der Straßenzug den Namen Hirschlacher Straße. In der Hauptstraße befinden sich zahlreiche Baudenkmale und Einzelhandelsgeschäfte.
In den Jahren 2007 und 2008 wurde die Hauptstraße mit neuem Belag, breiteren Gehwegen und Baumbepflanzung erneuert.

## Bauwerke

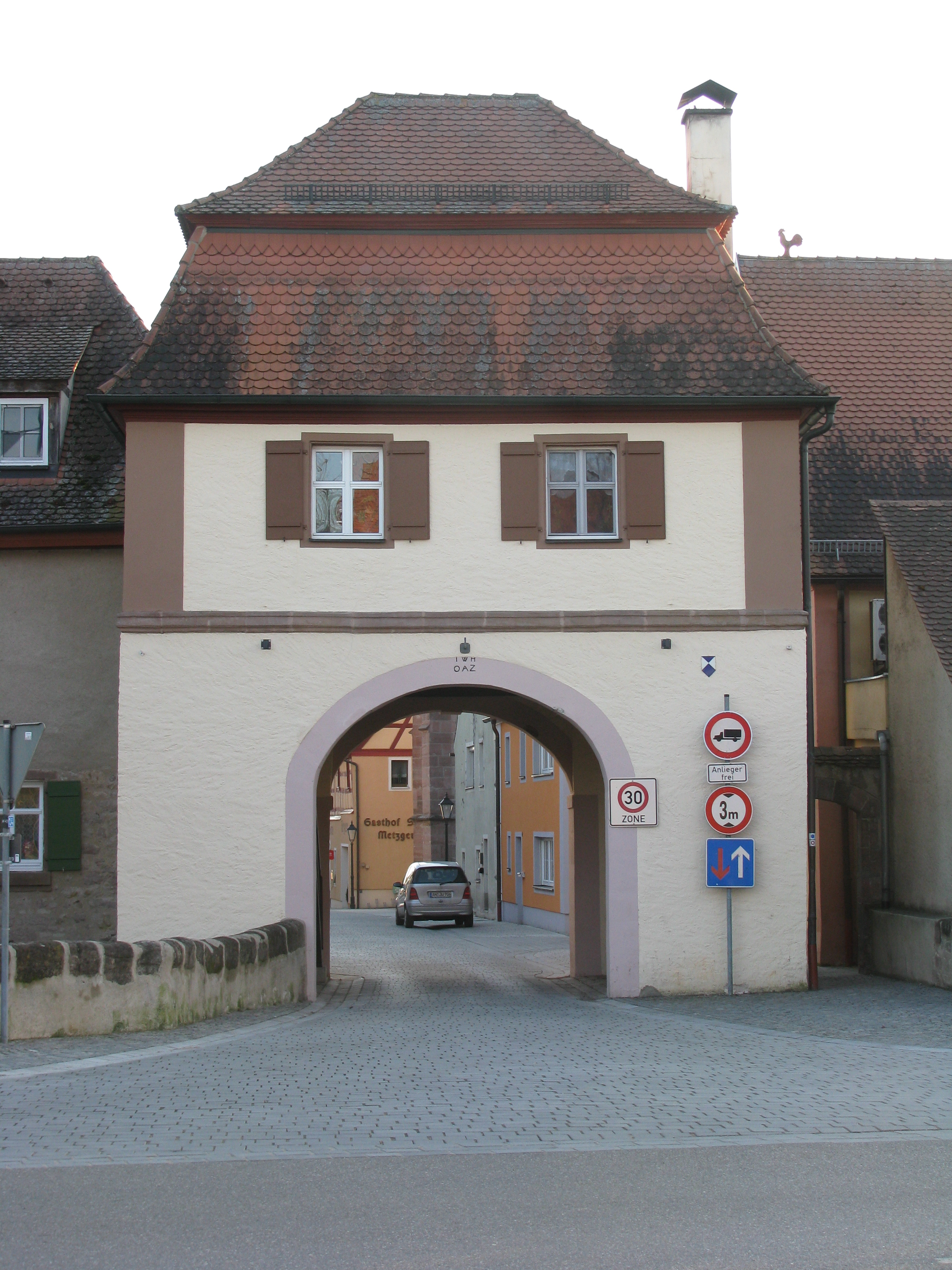
Oberes Tor
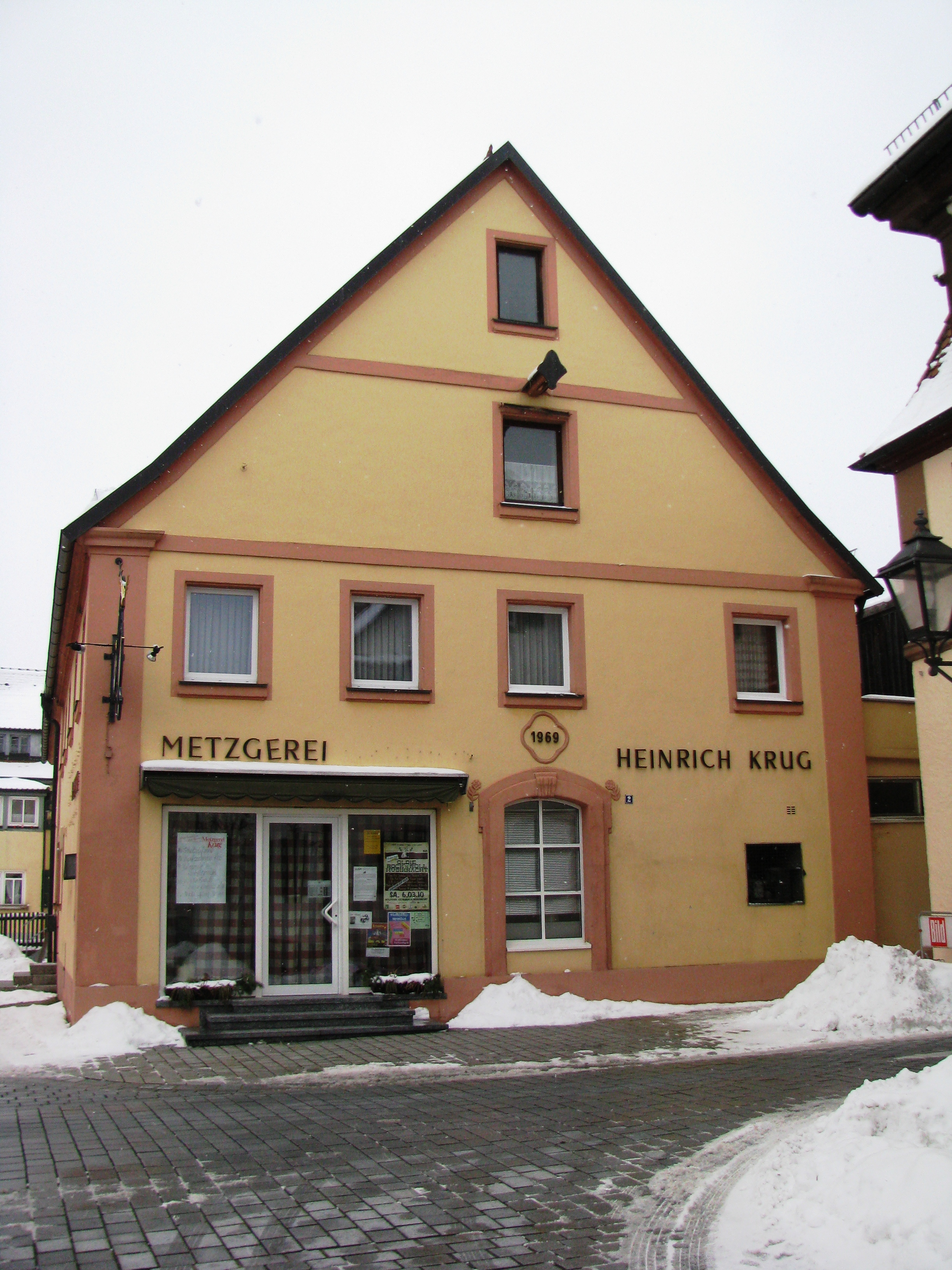
Ehemaliges Gasthaus Goldener Löwe
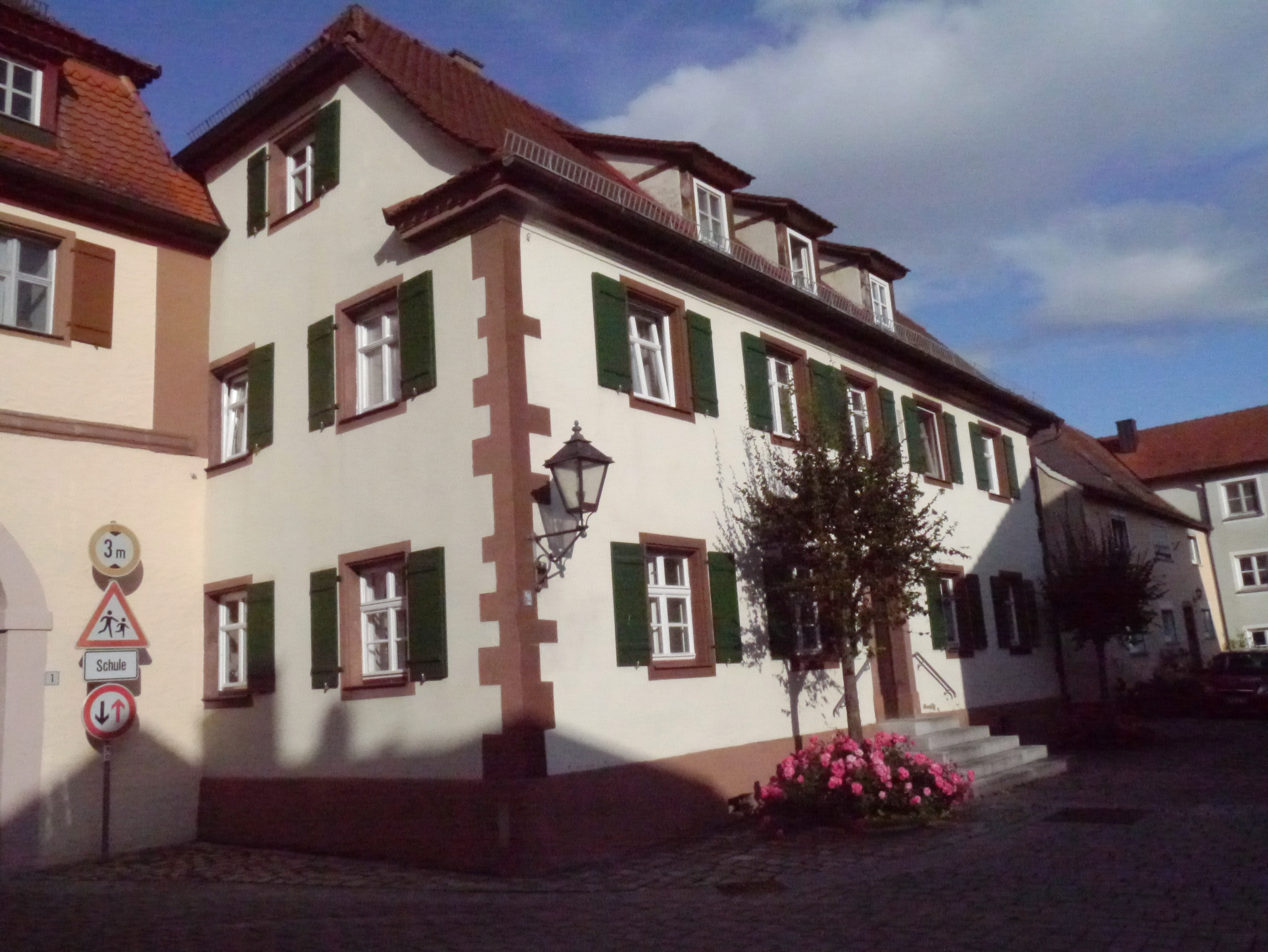
Ehemalige Lateinschule
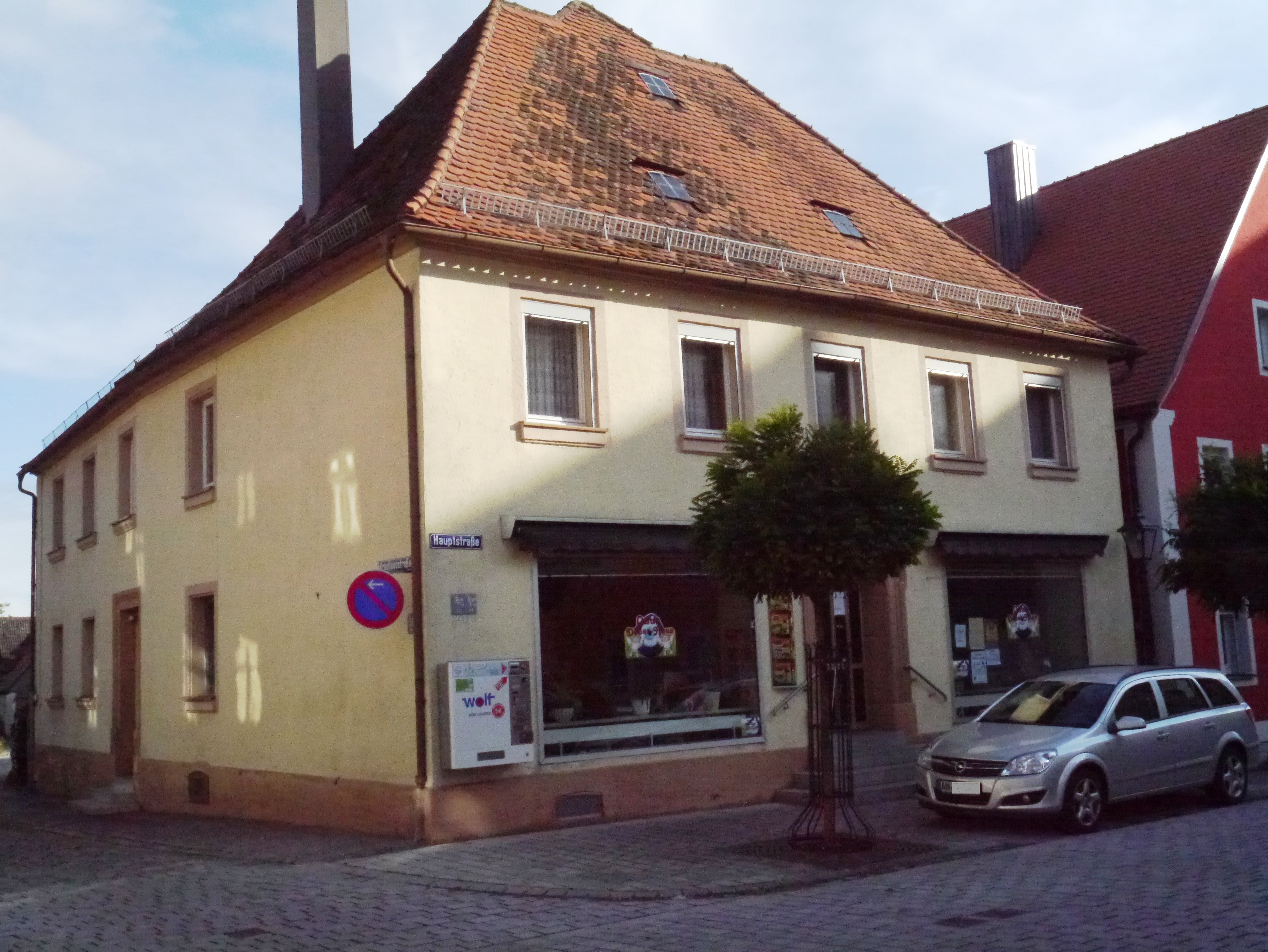
Anwesen Hauptstraße 5 (Merkendorf)
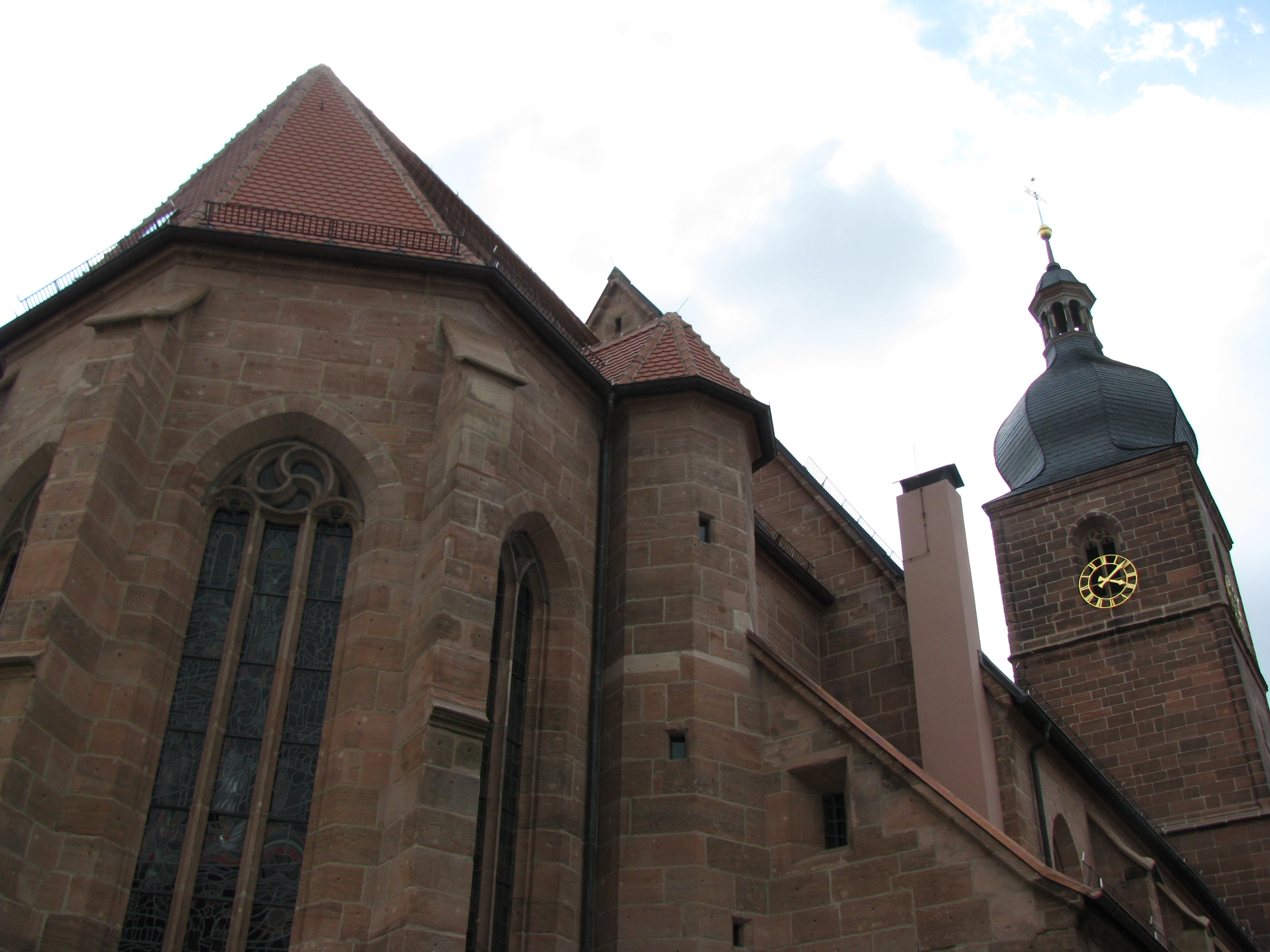
Stadtkirche
Gasthaus Zur Sonne
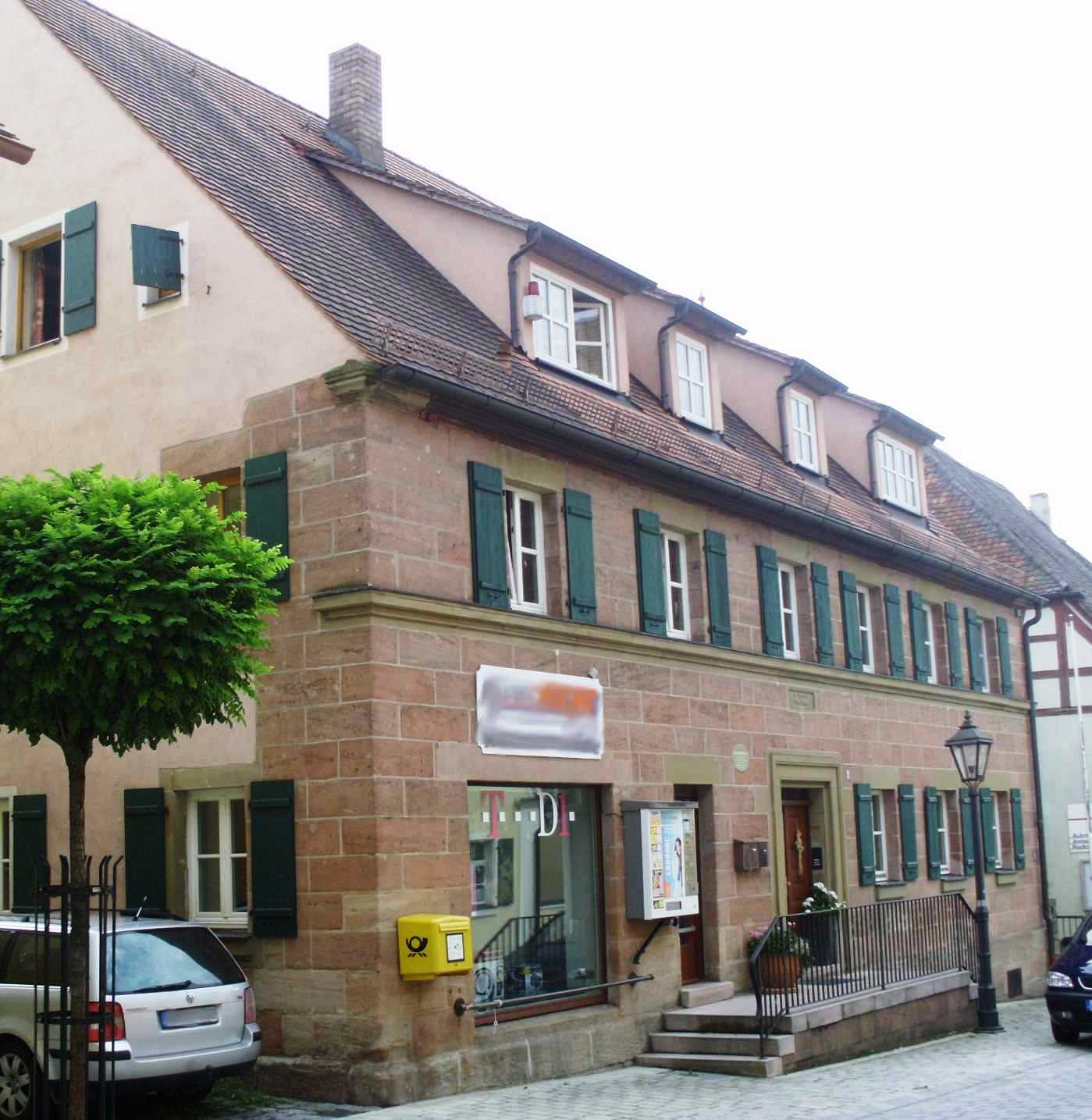
Zinkenbäckerhaus
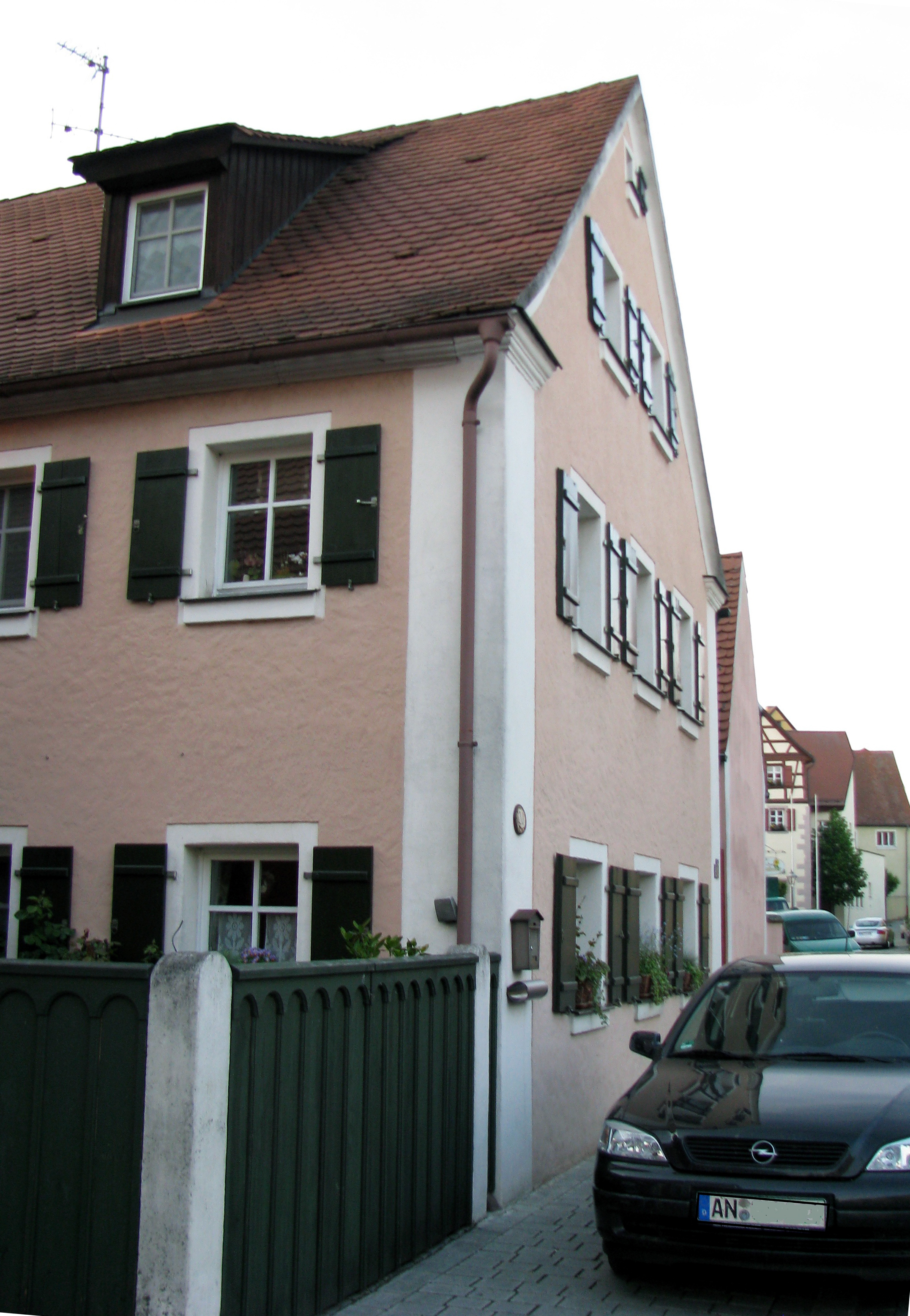
Anwesen Hauptstraße 20
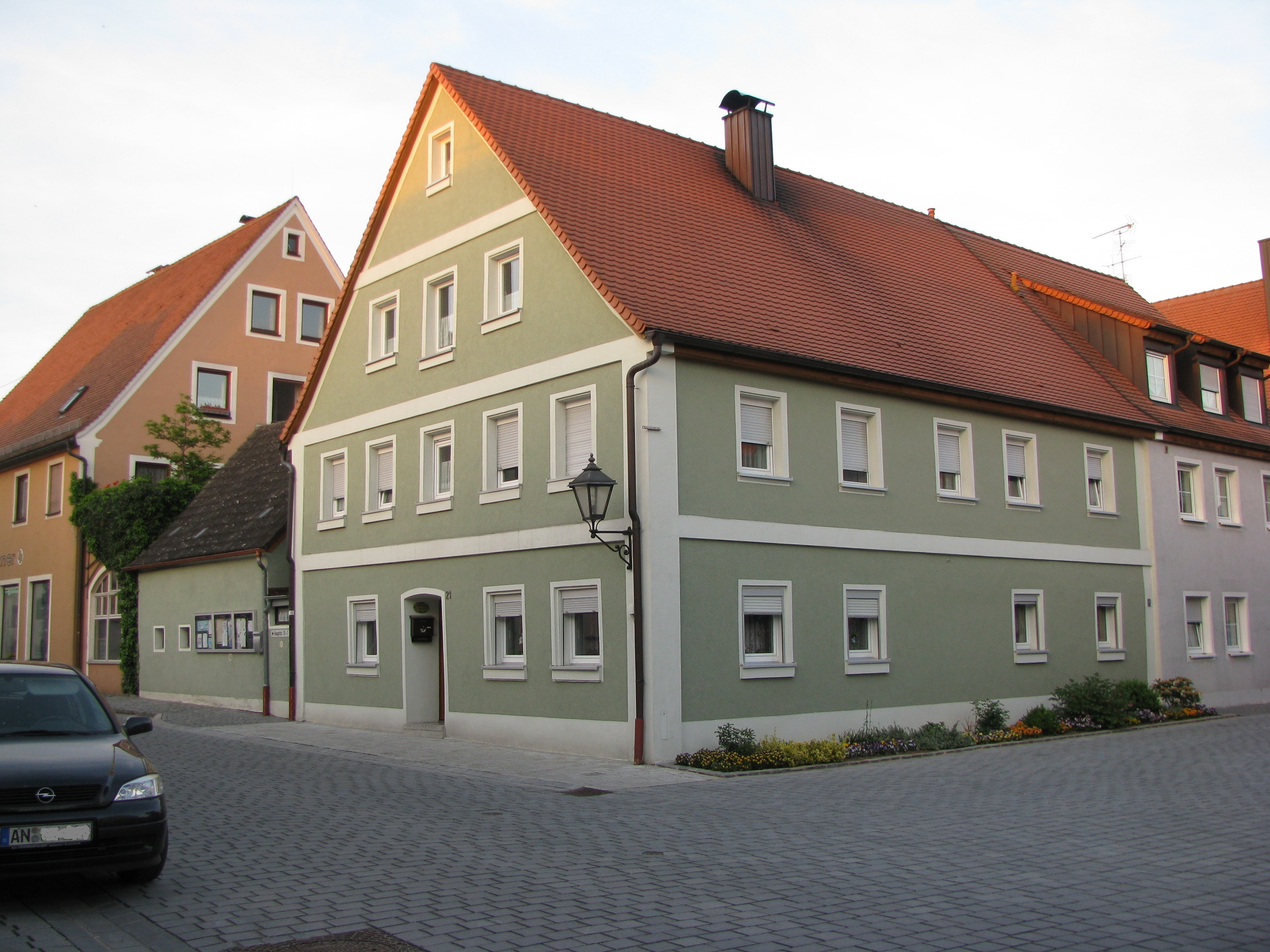
Anwesen Hauptstraße 21
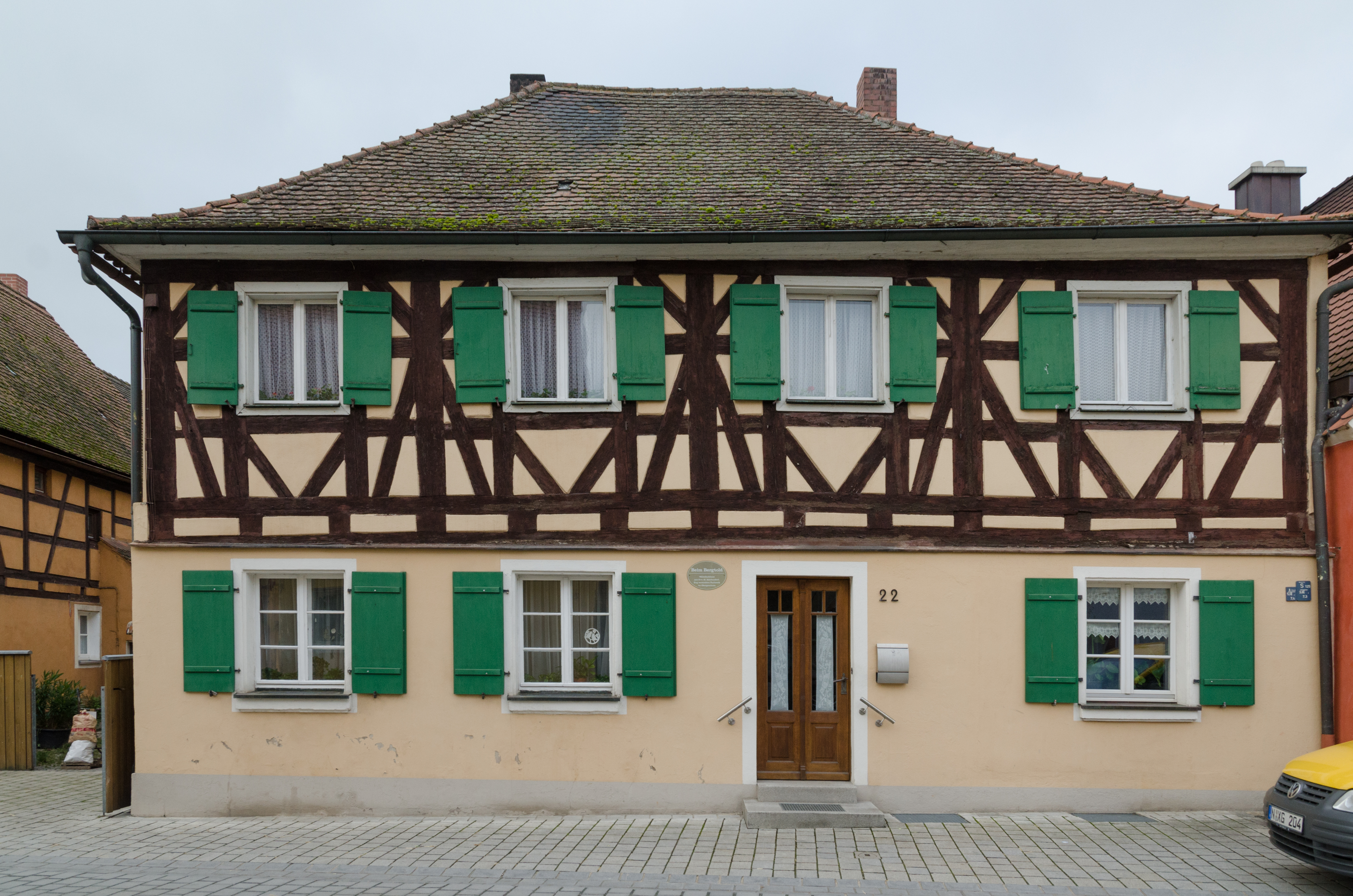
Anwesen Beim Bergtold
Anwesen Hauptstraße 24
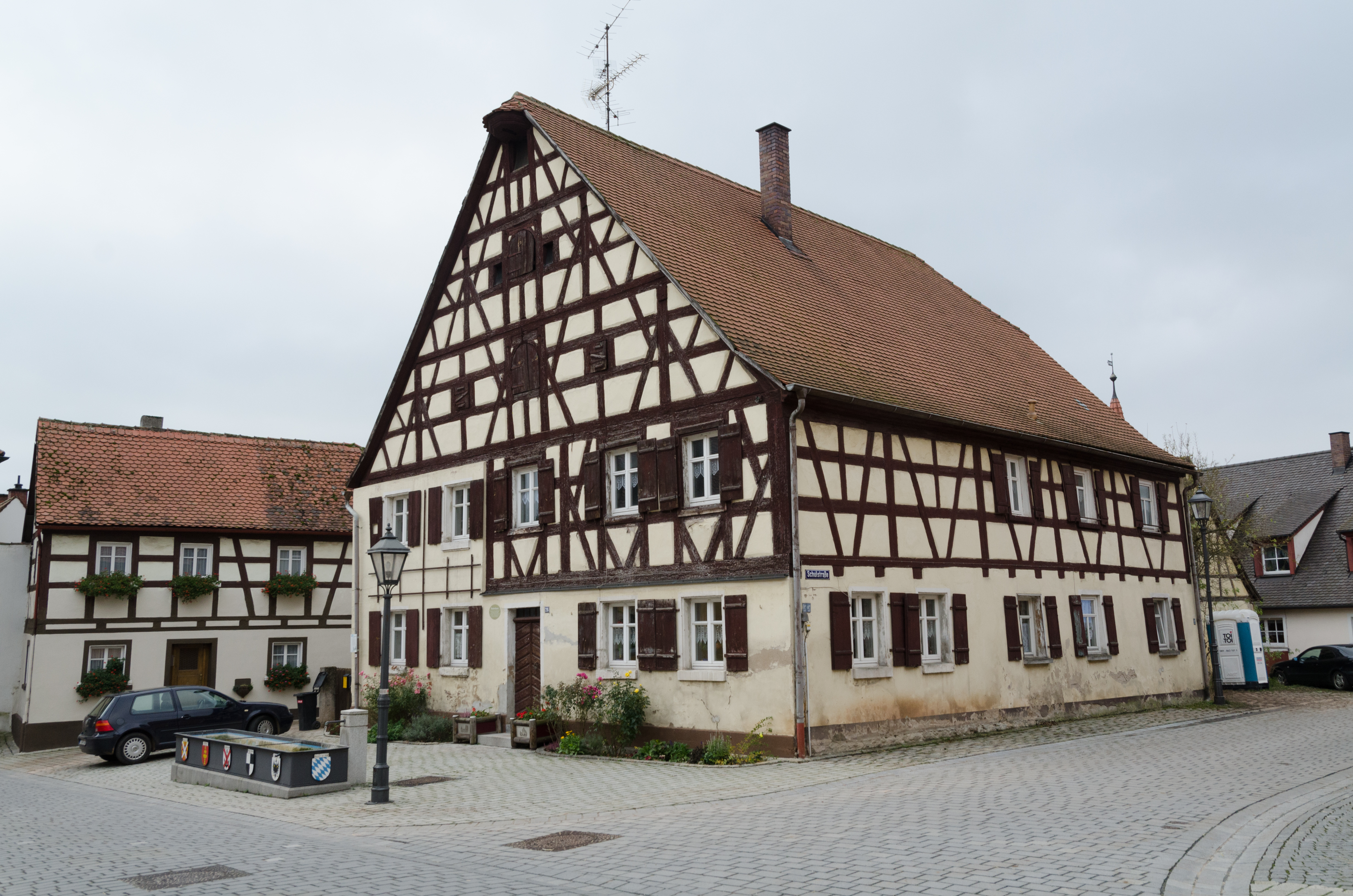
Baderhaus
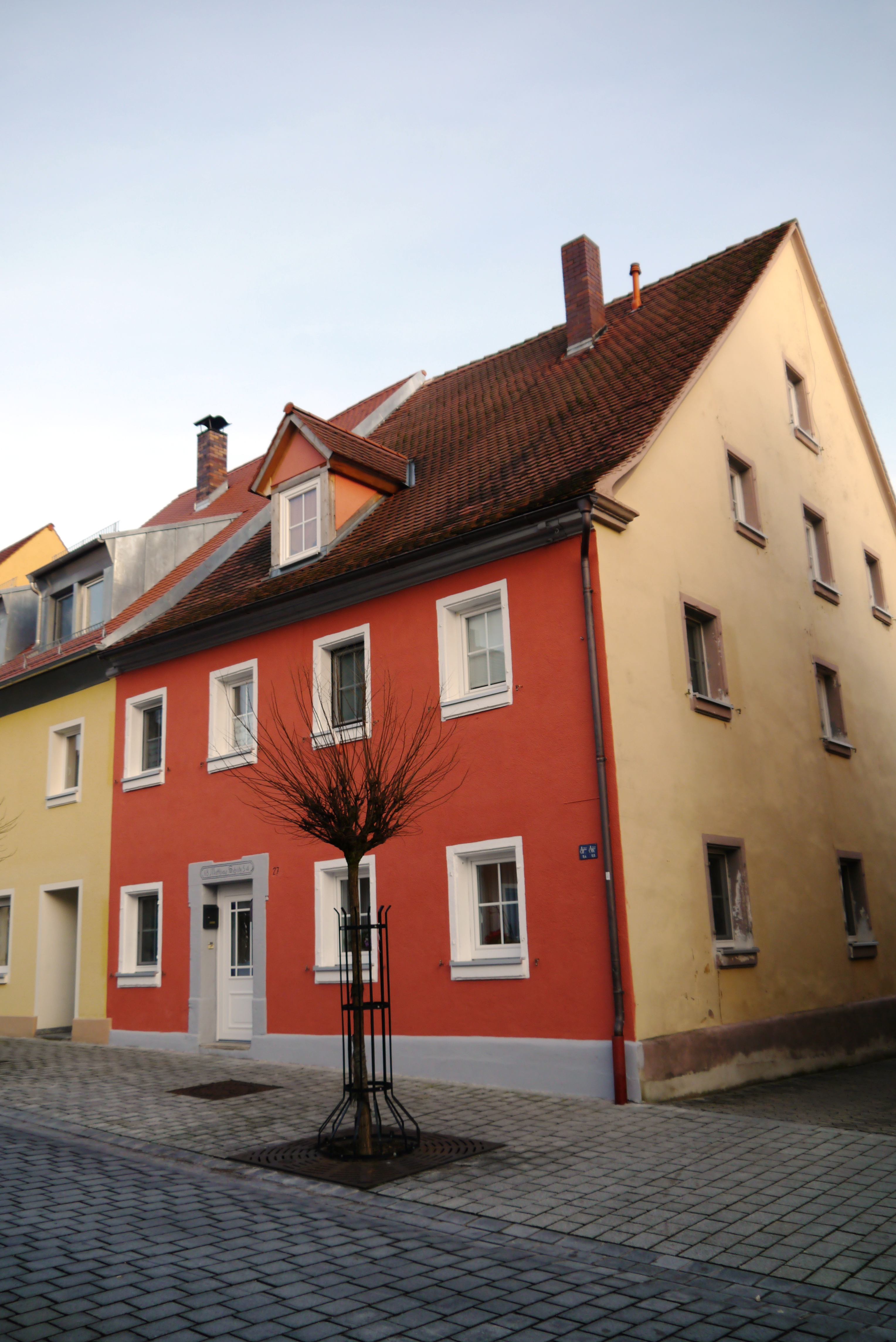
Anwesen Hauptstraße 27
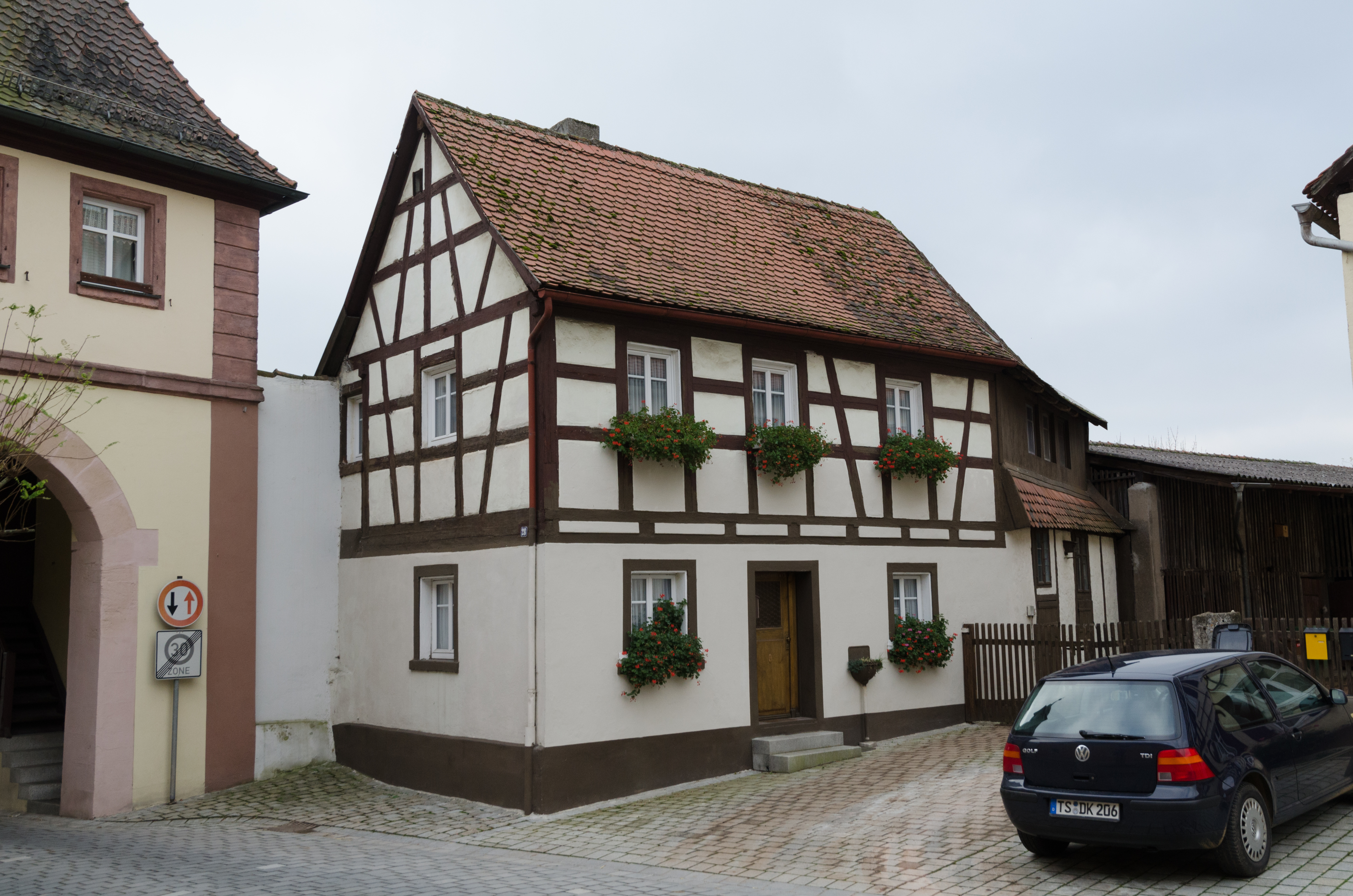
Anwesen Hauptstraße 28
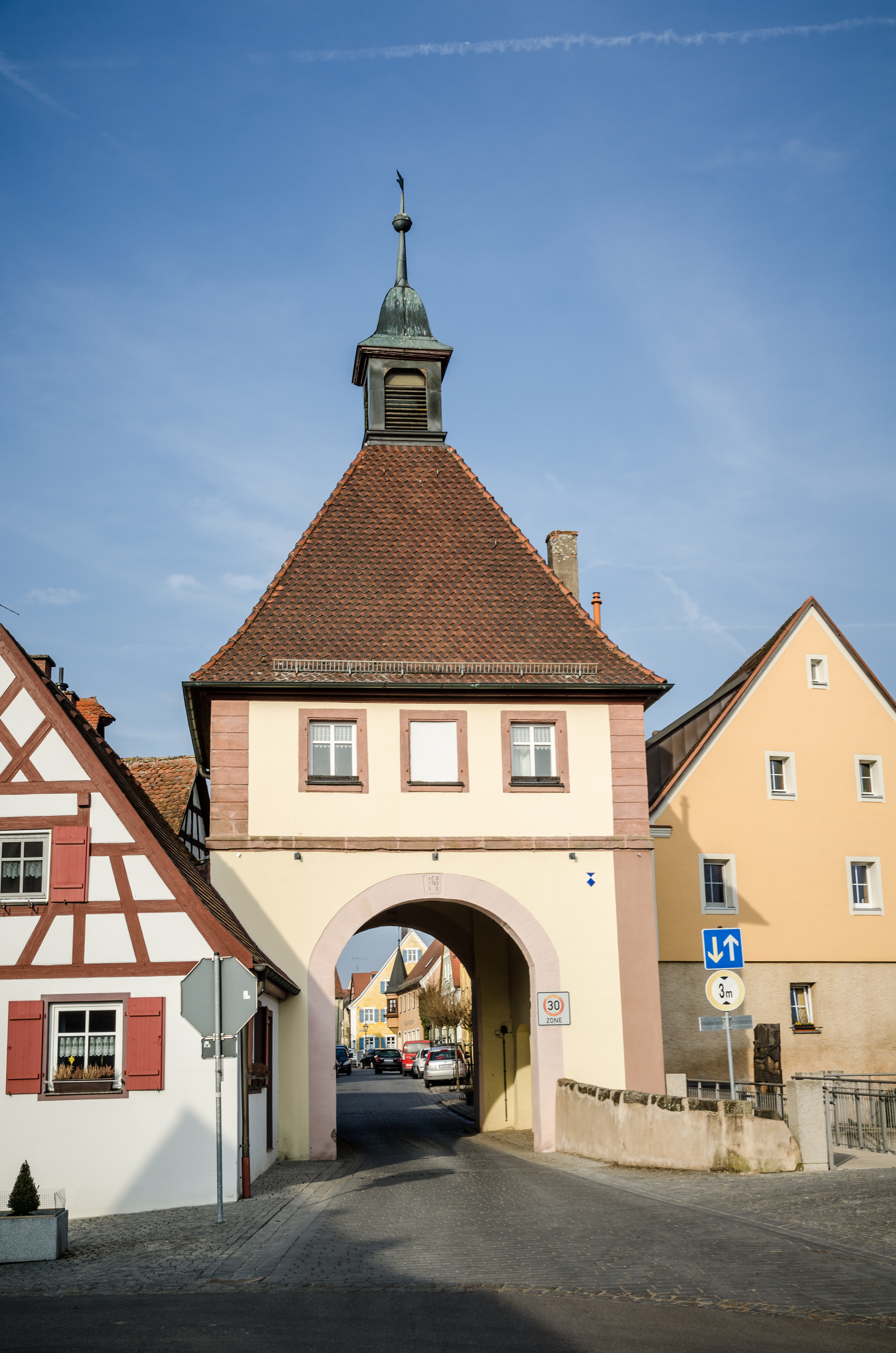
Unteres Tor
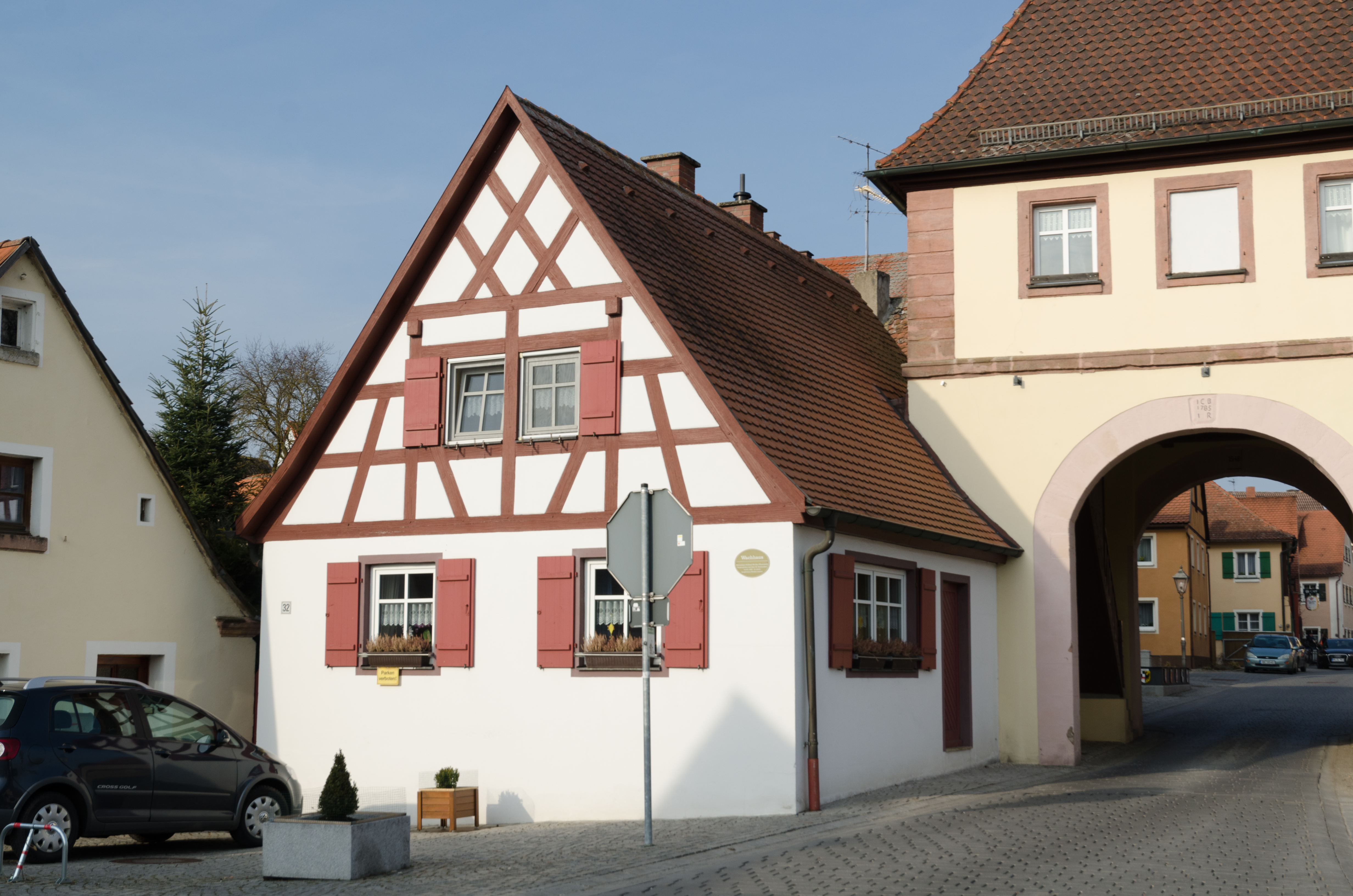
Zollhaus

## Abzweigende Straßen
- Schulstraße
- Brauhausstraße
- Marktplatz
- Adlerstraße
- Gerberstraße
- Ringstraße
- Bundesstraße 13
- Hirschlacher Straße